# تپه گوری
تپه گوری مربوط به عصر آهن - دوره اشکانیان - دوره ساسانیان است و در شهرستان گیلانغرب، بخش گواور، دهستان گواور، ۵۰۰ متری جنوب غربی روستای می‌رمینگه علیا واقع شده و این اثر در تاریخ ۲۶ اسفند ۱۳۸۷ با شمارهٔ ثبت ۲۵۷۵۱ به‌عنوان یکی از آثار ملی ایران به ثبت رسیده است.